# Hazel Assender
Hazel Assender ist Professorin der Materialwissenschaft an der Abteilung für Materialwissenschaft (Department of Materials) an der Universität Oxford. Sie ist Expertin in den Bereichen Polymerchemie, Gedruckter Elektronik und Nanomaterialien. Assender ist Fellow am Linacre College in Oxford.

## Leben
Assender studierte im Rahmen eines Naturwissenschaftlichen Tripos an der Universität Cambridge, wo sie 1990 graduierte. Im selben Jahr begann sie ihr Promotionsstudium am Department of Materials Science and Metallurgy der Universität Cambridge, wo sie 1994 ihre Doktorarbeit zum Thema „Magnetically induced microstructures in liquid crystalline polymers“ (Magnetisch erzeugte Feinstrukturen in Flüssigkristall Polymeren) abschloss.

## Forschung und Karriere
Nach zwei Jahren als post-doktorale Forscherin trat Assender 1996 eine Dozentenstelle am Department of Materials der Universität Oxford an, mit Schwerpunkt auf dünnschichtigen Beschichtungen auf und mit Polymer-Werkstoffen, an. Ihre Forschungsarbeiten reichen von grundlegenden Studien über die Eigenschaften dünner Schichten und oberflächennaher Polymere bis hin zur Werkstofftechnik dünner Schichten und großflächiger Bauelementstrukturen auf Polymersubstraten. Zu ihren besonderen Interessengebieten gehören die Rolle-zu-Rolle-Beschichtung, Gasbarrieren, Photovoltaik und Transistoren/Schaltkreise. Ihre Forschung verfolgt einen technologieorientierten Ansatz. Seit der Geburt ihres zweiten Kindes arbeitet sie 80 % Vollzeit.
Im Jahr 2001 war Assender Mitherausgeberin des Buches Aerospace Materials zusammen mit Brian Cantor und Patrick Grant. 2015 – in einem Vortrag auf dem „Worshipful Company of Armourers and Brasiers Company forum“ an der Universität Cambridge (einem Highlight des Materialwissenschaftlichen Jahres in Großbritannien) – betonte sie die Bedeutung der roll-to-roll Vakuumverarbeitung zur Herstellung mehrschichtiger polymerbasierter elektrischer Folien.
Assender ist Mitglied des Zentrums für Doktorale Lehre am Centre for Plastic Electronics, wo sie mit Kollegen aus Oxford sowie des Imperial College und der Queen Mary University in London zusammenarbeitet. Assenders Inspiration kommt nach eigenem Bekunden aus Herausforderungen mit konkreten industriellem Anwendungen. Als Mitglied des Konsortiums für Tragbare und flexible Technologien „Wearable and Flexible Technologies“ (WAFT) untersucht sie gemeinsam mit Kollegen der Universitäten von Oxford, Southampton und Exeter die Möglichkeiten, mittels roll-to-roll-Verfahren verbesserte Wearables zu entwickeln.